# Fisktjärnarna (Åsarne socken, Jämtland)
Fisktjärnarna är en sjö i Bergs kommun i Jämtland och ingår i Ljungans huvudavrinningsområde.